# Konrad Oberhuber
Konrad Oberhuber, né à Linz le 31 mars 1935 et mort à San Diego le 12 septembre 2007, est un historien de l'art et conservateur de musée. Il est professeur à l'université de Vienne, Harvard et directeur du musée Albertina.

## Biographie
Né à Linz, il bénéficie d'une bourse qui lui permet de partir étudier à Mishawaka (Indiana). Il entame ensuite en 1953 des études d'histoire de l'art, d'archéologie, de philosophie et d'anglais à l'université de Vienne. Il soutient une thèse en 1959 sur le peintre Bartholomeus Spranger,. Il prolonge ses recherches à Rome au sein de la Bibliotheca Hertziana où il travaille à la constitution du corpus des dessins de Raphaël, redécouvrant un grand nombre d'œuvres du maître.
En 1961, il est nommé conservateur au musée Albertina à Vienne où il est chargé des estampes. Il se marie une première fois avec Marianne Liebknecht, petite-fille de Karl Liebknecht et fille de Robert Liebknecht. Il est plusieurs fois professeur invité, notamment à Cambridge et à Harvard avant d'être nommé professeur d'histoire de l'art à l'université de Vienne en 1971. Il est un temps conservateur-invité à la National Gallery of Art de Washington, : en 1978, il met au jour de faux dessins anciens produits par Eric Hebborn. En 1984, il devient professeur d'histoire de l'art à l'université Harvard et conservateur du département des arts graphiques au Fogg Art Museum,.
En 1987, il devient directeur de l'Albertina où il reste jusqu'en 1999. À sa tête, il initie la publication de nombreux catalogues des collections, contribue à l'acquisition de nombreux dessins, notamment d'artistes d'Europe de l'Est et constitue la plus grande collection de dessins d'Oskar Kokoschka. Il est aussi à l'origine des premières numérisations de collections. Il passe sa retraite aux États-Unis avec sa seconde femme américaine et meurt le 12 septembre 2007 d'un cancer du cerveau,.

## Travaux
Oberhuber était un spécialiste des dessins et de Raphaël. Il fonde ses théories sur l'analyse formelle des œuvres, inspiré de la Gestalttheorie et de Heinrich Wölfflin. Il a été très marqué depuis son enfance par l'Anthroposophie de Rudolf Steiner qui emprègne son œuvre. Parmi ses nombreuses publications, on peut noter :
- Entwürfe zu Werken Raphaels und seiner Schule im Vatikan 1511/12 bis 1520. vol. 9 of Raphaels Zeichnungen, dirigés par Oskar Fischel. Berlin: Gebruder Mann, 1972
- Raffaello. Milan: Arnoldo Mondadori Editore, 1982
- Polarität und Synthese in Raphaels "Schule von Athen", Stuttgart : Urachhaus, 1983
- Meisterzeichnungen aus sechs Jahrhunderten, Köln : DuMont, 1986
- (en) Konrad Oberhuber, Poussin, the early years in Rome : the origins of French classicism, Hudson Hills Press, 1988, 367 p. (ISBN 978-1555950026)
- Raffael, München : Prestel, 1999, traduit en français, éditions du Regard, 1999